# Associazione Calcio Reggiana 1919-1920
Questa pagina raccoglie le informazioni riguardanti l'Associazione Calcio Reggiana nelle competizioni ufficiali della stagione 1919-1920.

## Stagione
In questa stagione la Reggiana, fondata il 25 settembre 1919 dopo l'unificazione del Reggio Football Club e della Juventus F.C. e in seguito fondendosi con la neonata Audax, si iscrive al campionato di Promozione emiliana.
Con otto punti si piazza in terza posizione dietro a Piacenza e Parma. A fine campionato viene promossa d'ufficio alla serie superiore, la Prima Categoria.

## Divise
| Manica sinistra · Maglietta · Manica destra · Pantaloncini · Calzettoni |
| Maglia nera con bordi bianchi                                           |

## Rosa
| N. |                   | Ruolo | Calciatore         |
| -- | ----------------- | ----- | ------------------ |
|    | Italia (bandiera) | D     | Egidio Anceschi    |
|    | Italia (bandiera) | D     | Leonida Bietti     |
|    | Italia (bandiera) | D     | Ottorino Bojardi   |
|    | Italia (bandiera) | C     | Enrico Bottazzi    |
|    | Italia (bandiera) | A     | Aldo Cagnoli       |
|    | Italia (bandiera) | A     | Aldo Casalini      |
|    | Italia (bandiera) | D     | Nino Casalini      |
|    | Italia (bandiera) | C     | Crotti             |
|    | Italia (bandiera) | P     | Giovanni Dall'Orto |

| N. |                   | Ruolo | Calciatore         |
| -- | ----------------- | ----- | ------------------ |
|    | Italia (bandiera) | C     | Marino Gobbi       |
|    | Italia (bandiera) | A     | Ernesto Guidetti   |
|    | Italia (bandiera) | A     | Dante Levrini      |
|    | Italia (bandiera) | A     | Mario Navone       |
|    | Italia (bandiera) | D     | Giovanni Robba     |
|    | Italia (bandiera) | D     | Amedeo Rossi       |
|    | Italia (bandiera) | P     | Arturo Tarabusi    |
|    | Italia (bandiera) | C     | Battista Valenzano |

## Risultati

### Promozione

#### Girone di andata
| Reggio Emilia 23 novembre 1919 1ª giornata | Reggiana         | 0 – 0 | Audax Bologna | Mirabello\| Arbitro: \| Cavara (Bologna) \| |
| Arbitro:                                   | Cavara (Bologna) |       |               |                                             |

| Ferrara 28 dicembre 1919 2ª giornata             | SPAL      | 1 – 1    | Reggiana |  |
| \| \| \| \| \| Preti \| Marcatori \| Casalini \| |           |          |          |  |
|                                                  |           |          |          |  |
| Preti                                            | Marcatori | Casalini |          |  |

| Reggio Emilia 7 dicembre 1919 3ª giornata | Reggiana | 2 – 1 | Parma | Mirabello |

| 14 dicembre 1919 4ª giornata |  | – Turno di riposo Reggiana |  |  |

| Arbitro: | Tommasi (Bologna) |

|                   |           |                              |
| Cagnoli Valenzano | Marcatori | Ronchetti Marelli Galimberti |

#### Girone di ritorno
| Bologna 4 novembre 1920 6ª giornata | Audax Bologna | 1 – 3 | Reggiana |  |

| Reggio Emilia 11 gennaio 1920 7ª giornata | Reggiana | 3 – 2 | SPAL | Mirabello |

| Parma 18 gennaio 1920 8ª giornata                       | Parma     | 3 – 0 | Reggiana |  |
| \| \| \| \| \| Aiolfi Lumetti Aiolfi \| Marcatori \| \| |           |       |          |  |
|                                                         |           |       |          |  |
| Aiolfi Lumetti Aiolfi                                   | Marcatori |       |          |  |

| Arbitro: | Pasquinelli |

|                             |           |           |
| Resegotti Boselli Ronchetti | Marcatori | Valenzani |

| 8 febbraio 1920 10ª giornata |  | – Turno di riposo Reggiana |  |  |